# Skräckfilmsaffisch
En skräckfilmsaffisch är en affisch som gör reklam för en specifik film inom genren skräck. 
Skräckfilmsaffischen publiceras primärt av ett filmbolag och printas upp på planscher som sätts upp vid sociala platser som på busshållplatser eller anslagstavlor. Skräckfilmsaffischer används mer ovanligt som flygblad och som konst i inramade tavlor. En filmaffisch har oftast ett motiv tillsammans med text/titel för att marknadsföra filmen på ett intressant sätt. Porträtt av skådespelare i filmen och det är inte ovanligt att skådespelarnas namn står med på skräckfilmsaffischer. Datum när filmen i fråga har premiär printas även ut på de flesta skräckfilmsaffischerna. Det som skiljer skräckfilmsaffischerna med affischer i andra genrer är att skräckfilmsaffischerna oftast har ett motiv som kopplas till skräck eller att observatörerna blir skrämda eller häpna av affischen. En skräckfilmsaffisch är en typ av filmaffisch.

## Genom historien
Genom historien har det varit viktigt att kommunicera med den allmänna befolkningen så att de blir lockade att se filmen. Huvudsaken genom historien har varit att en ska mixtra med typografi, bilder och färger så att filmens handling och budskap förmedlas. 
De tidigare skräckfilmerna visades i gråskala och flertal av dessa filmaffischer som till exempel "Dr. Jekyll and Mr. Hyde" (1920) använde gråskala på affischen också. Filmaffischerna användes främst som en stark marknadsföring där även slogans användes. De äldsta affischerna finns just nu bevarade på muséer som MoMA. Under gulderan i Hollywood så användes kända skådespelare på filmaffischerna för att tittare skulle lockas till att se filmen men det gav även filmen mer intäkter i slutändan. 
Innan 1970- och 1980-talet så användes oftast illustrationer och under dessa årtionden så var själva motivet viktigast på bilden, som till exempel en antagonist eller ett föremål som filmens handling kretsar kring. Svarta nyanser användes som något skräckinjagande samt mörkret runt om motivet och rött som färg på filmaffischerna användes för att symbolisera blod. Man använde de kalla färgerna för att upplysa de få varma färgerna på affischerna. Under 1990-talet så blev filmerna mer dramatiska, främst genom att den så kallade "teen slashern" slog igenom. På de affischerna användes vettskrämda ansikten men även finslipade teckensnitt för att affischerna skulle se mer professionella ut. 2000-talets filmaffischer använde skräckinjagande scener från filmen i fråga och för att väcka uppmärksamhet. Det började användas nya sätt att fotografera och använda effekt vilket gav filmerna nya typer av scener och fler möjligheter. Ett flertal av alla dessa trender finns i dagens filmaffischskapande men 2010- och 2020-talet använder mer VFX samt digitala medel just när det kommer till att komponera en filmaffisch. Visuella effekter, används flitigt och även om fler detaljer finns med på affischerna så har ändå trenden under dessa årtionden blivit mer minimalistisk.
Skräckfilmsaffischer till filmer som Jaws, då en haj som lurar under en oaktsam badare, har gjort en stor inverkan på dagens populärkultur men även när det kommer till illustration av filmaffischer idag utanför branschen. Illustratörer idag har haft det svårt de två senaste åren att toppa de kända affischerna som är igenkänningsbara. En annan faktor som kan spela roll för  att skräckfilmsaffischer och filmaffischer generellt inte fått lika stort fäste är att färre går och ser på bio, just dit filmaffischerna vill locka människor. Det beror på att streamingtjänster har fått större fäste och att tittare föredrar att se filmer hemma hos sig själv. Dock kan filmbolag nu använda sociala medier som TikTok, Instagram och Twitter för att marknadsföra sina bilder med filmaffischer. Det är inte ovanligt att ha flera filmaffischer eller tematiska bilder till en film.
De tidigaste skräckfilmsaffischerna blev väldigt slitna med tiden och togs inte omhand, många affischer är därför förlorade. Det finns dock affischer som gått att räddats. Till exempel Frankenstein som hade mycket text på sin affisch utöver en presentation av alla karaktärer med själva skurken som är Frankenstein. Ju mer tiden gått desto lättare har affischerna gått och sparats, som Exorcisten, affischen var simpel och elegant men samtidigt hade en viss mystik som gjorde att människor över hela världen flockades till filmen. Filmen slutade med att bli nominerade för 10 Academy Awards och vann slutligen två.

## Färg
Universal Pictures började använda välkända litterära monster och varelser som antagonister i deras filmer. Det lockade fler att se och i samband kring det så blev färgen introducerad på filmaffischerna, just för att bolagen kunde lägga mer pengar på affischer samt att tittare kopplade vissa monster med färger. Tre grundfärger användes vid rädsla, död och monster: röd, gul och grön. Färgerna gjorde så att människor fick utlopp för fler känslor genom bilderna men det blev även lättare att se vem som var antagonisten i filmen.
Med endast en bild som marknadsföring var det viktigt att få in mycket i en skräckfilmaffisch utan att det blir för mycket. Färgskalor blev därmed uppmärksammade för att få fram sitt budskap på fler sätt. Röd visar en energi och en kärlek eller en spänning i affischerna, utöver det kopplas färgen till blod eller en fara som finns i filmen. Rött och vitt används ofta tillsammans för skräckkomedin med ett fotografi som representerar filmen i sin helhet. Blått används som flitigast i thrillers, den visar en person som springer eller aktar sig för något och det skapar i sin tur en spänning. Blått användes som mest under 90-talet och blev inspirerat från Film Noir. Svart, vit och orange används när en stor konstrast syns i affischerna och den svartvita bakgrunden upplyser ett orange element för att det ska växa ett stort hopp. Vitt används som oskyldighet när det kommer till ett motiv på filmaffischen. Svart används ofta som bakgrund i kontrast.

## Motiv

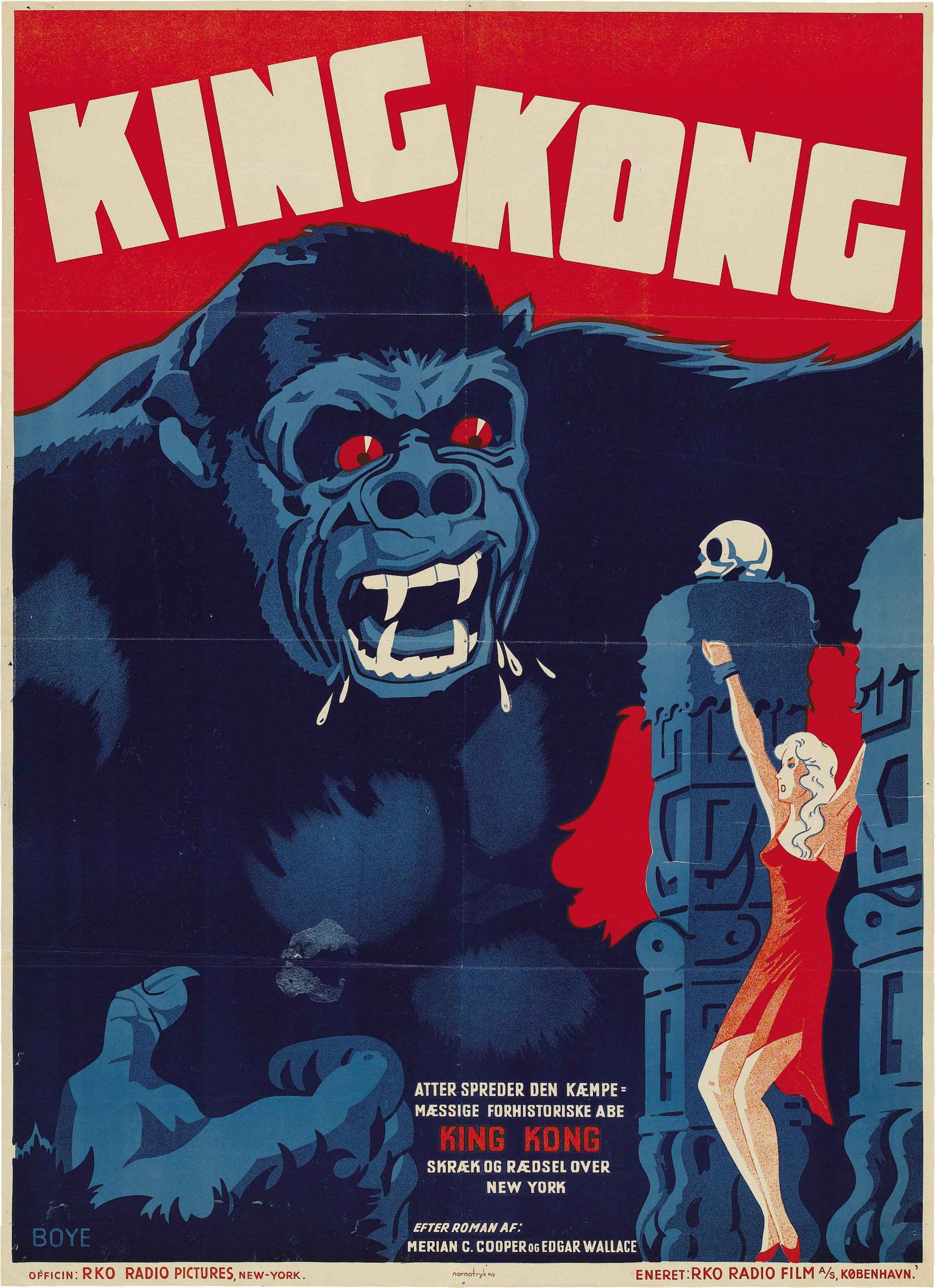
Dansk skräckfilmsaffisch för filmen King Kong

Det finns olika subgenres av skräckfilmer och därmed formas filmaffischerna utifrån vilken typ av film som affischen ska handla om. Några av de genrerna är gamla skräckfilmer, paranormala skräckfilmer, monsterskräckfilmer, slashers, komediskräckfilmer, blodiga skräckfilmer och psykologiska thrillers. 
De gamla skräckfilmerna använde i stor bredd likadana teman och återanvände dem på olika sätt, de visade vilka som var med i filmen men även konflikten. Det är oftast oskyldiga kvinnor med på affischerna, stora titlar i färger, mycket text däribland namn på skådespelare och producenter. De paranormala skräckfilmerna presenterade spöken, demoner och besatthet. Det är oftast ett mörker runtom motivet och det används endast ett fåtal färger, oftast svart och vit. Producenterna ville att tittarna ska lämnas med ett sug att veta mer, att veta sanningen om vad som händer i filmen. Monsterskräckfilmer har motiv som aliens, varulvar, vampyrer och häxor och de kan även innehålla skräckinslag från vanliga rädslor, som öppna vatten eller en viss varelse som till exempel ormar eller spindlar. De är ganska simpla men presenterar ändå vad som händer i filmen. Fienden i filmen är oftast i fokus. Skräckkomedin som grundligt medvetet använder töntiga effekter, konstiga handlingar och dåligt skådespel använder oftast vanliga motiv som hittas i majoriteten av alla skräckfilmer. Under denna kategori faller filmer som Scream och Evil Dead. Slashern fokuserar oftast på en seriemördare och dess offer som ska försöka överleva. Bladverktyg som kivar används oftast på affischerna. Slashern fokuserar mer på jakten och själva mordet än skadan som sker. De blodiga skräckfilmerna använder oftast motiv som kopplas till människokroppen och en skada eller hot mot den. Filmerna har fler närbilder och detaljerade scener än vad slashern har. Tortyr och en galen man är vanliga motiv i de blodiga skräckfilmerna. De har udda typsnitt på titlar och använder blod för att åskådarna ska bli obekväma. I psykologiska thrillers används paranoia och en underliggande spänning för att skrämma upp tittare. Verklighetsuppfattningen skiftas och en mystik finns över filmaffischerna.
Ett vanligt motiv i skräckfilmsaffischer är att ett monster eller en större man står i en maktposition till en oskyldig eller omedveten kvinna. I monsterfilmer så är nästan alltid monstret med på bilder och då i fokus. Monster hotar oftast något eller någon men i vissa fall finns det protagonister som försöker skydda det monstret hotar. Dualism i skräckfilmsaffischer är inte ovanligt då protagonisten fyller ena halvan och antagonisten fyller andra. Färger, ansiktsuttryck och konstraster visar tydligt vem som är på den goda respektive den onda sidan. Vissa skräckfilmsaffischer visar maktskillnader i skala, då ett monster är stort i jämförelse med människor på affischerna. Titlar i skräckfilmer är oftast stora och tydliga, då röda eller vita samt centrerade. De tidigare skräckfilmerna hade i större utbredd olika citat och text, men idag hittas det mer sällan då filmaffischerna oftast är minimalistiska. Nakenhet är vanligt i filmaffischer vare sig det är för att locka tittare eller visa oskyldighet och förvärra offrets situation.  Olycksbådande slagord kan göra att filmen slår igenom men annars så kan en bra titel locka många till filmen. Protagonister står i majoritet av alla filmaffischer under antagonisten och antagonisten står oftast i centrerad och hotar någon, som även kan vara tittaren.
Vanliga mönster är att filmerna som har högre budget vågar använda mer abstrakta bilder som ögon och siluetter. De filmerna med låg budget visar fler motiv kring handlingen, typ som alla skådespelare, protagonisten eller antagonisten. De flesta skräckfilmsaffischerna har en eller två människor eller människoliknande varelser på affischerna. Händer, ögon och dödskallar är vanliga motiv i skräckfilmer. Det är väldigt vanligt att ha ett stort ansikte på filmaffischen, de flesta av dessa ansikten tittar direkt på åskådaren. Skräckfilmsaffischer använder ofta en uppradning av människor, en stark ledare, en byggnad eller en form. Det är inte ovanligt att blanda motiv i en affisch.

## Format

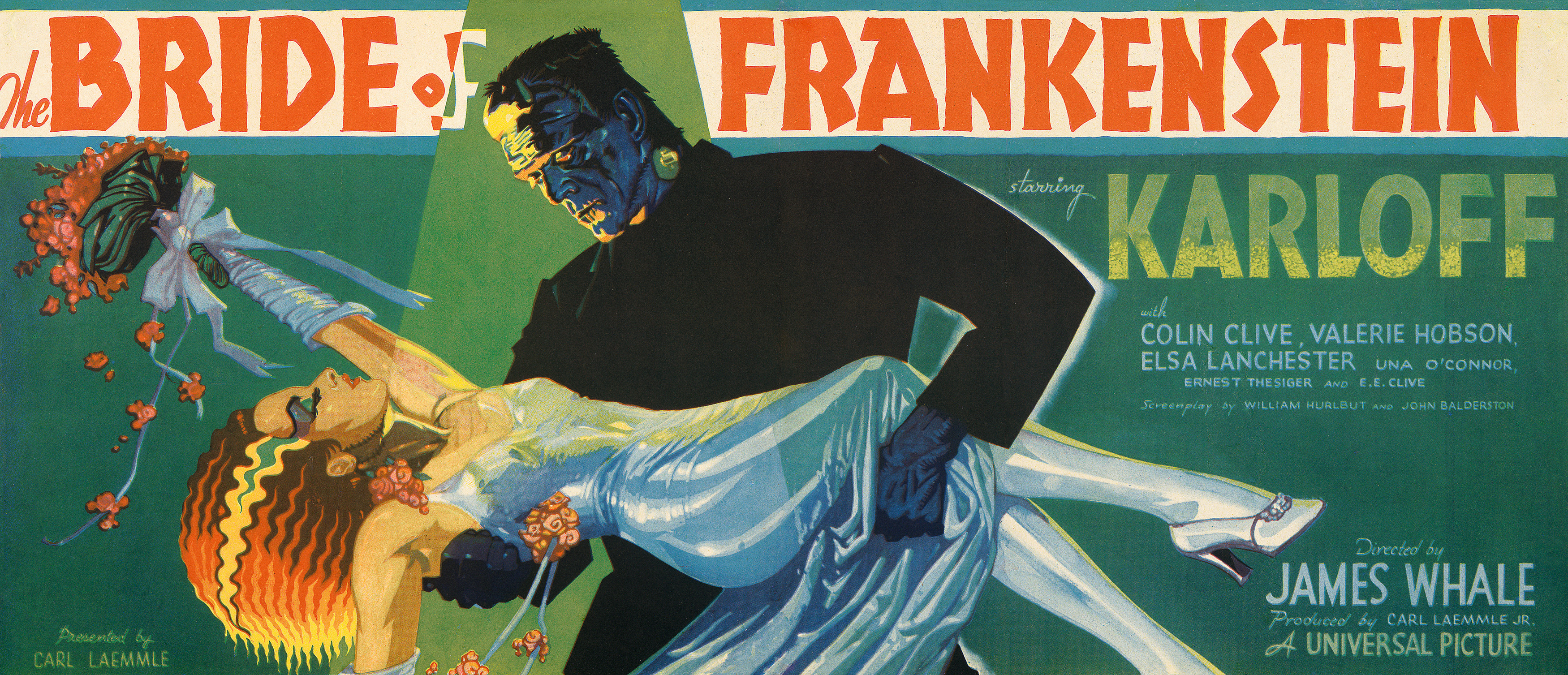
Skräckfilmsaffisch till filmen Bride of Frankenstein i annorlunda format.

De standardiserade formaten på Amerikanska filmaffischer i Hollywood är antingen 56 x 71 cm (22 x 28 tum) eller 69 x 104 cm (27 x 41 tum) allt beroende hur affischen används på bion den är uppsatt. Filmaffischernas format skiljs åt till vanliga affischer och det finns i 4 standardiserade storlekar jämfört med filmaffischerna. Det finns även affischer som är väldigt stora till skillnad från de andra 102 x 153 cm (40 x 60 tum) men de används när det kommer till annonsering på busshållplatser eller tunnelbanestationer om några. Detta används vid marknadsföring och vid annonsering men när det kommer till sociala medier så kan filmaffischernas format variera. Det finns filmaffischer i ytterligare format som även används.

## Kända illustratörer
En av de mest kända skräckfilmaffischsillustratörerna var Enzo Sciotti (1944-2021) och han började med att illustrera traditionella italienska affischer men sedan började han närma sig skräckgenren och började skissa affischer med skräcktema. Han gjorde italienska skräckfilmsaffischer för till exempel Beetlejuice och The Army of Darkness. Innan han dog så hade han sammanlagt illustrerat över 3 000 filmaffischer genom hans över 60-åriga karriär, Hans affischer användes som flitigast under 80- och 90-talet.
En annan känd illustratör var John Alvin (1948- 2008) som var en av de främsta inom branschen när det kommer till att teckna filmaffischer. Han har skapat filmaffischer till Blade Runner, Aladdin, Lejonkungen, Harry Potter och de vises sten. Men även skräckfilmer som Gremlins, Arachnophobia och 15-års upplagan av Alien. Han skapade nyckelkonst till över 135 filmer. Han har jobbat på filmbolag som Disney, Warner bros. och New Line Cinema.
Det har även blivit mer vanligt att filmbolaget själv designar bilden eller att de hyr in en studio som fokuserar på filmaffischsdesign.  En av de studiorna är Filmograph (tidigare Becker Design) och de är inriktade på design, animation, regissering av film och serier samt marknadsföring inom underhållningsbranschen. De har kommit på titlar på filmer som Mission: Impossible - Rogue Nation, Insidious och Get Out. Utöver det så har de designat skräckfilmsaffischer till The Conjuring och Split.